# Oras Oy
Le groupe Oras (officiellement Oras Oy) est une entreprise spécialisée dans les produits de robinetterie établie à Rauma en Finlande.

## Présentation
La société qui appartient à la société familiale Oras Invest Oy, développe, fabrique et commercialise des robinets pour cuisines et salles de bains sous les marques Oras et Hansa.
Le groupe Oras a son siège social à Rauma et possède des sites de production en Finlande, à Olesno en Pologne, à Burglengenfeld en Allemagne et à Kralovice en République tchèque.